# 후근
후근(侯瑾, 생몰년 미상), 자는 자유(子瑜), 돈황 사람으로 후한의 문학가, 사학자이다.

## 생애
어린 나이에 고아가 되어 가난하게 살았고, 친척이 그를 키웠다. 후근은 공부를 좋아해서 낮에는 일하고, 밤에는 집에서 나무를 때 책을 읽었다. 후근은 항상 예의를 갖춰 자신을 엄히 다스렸고 자신의 방에 혼자 살았다.
주군(州郡)은 후근을 징집하려 했으며, 수레를 내보내 그를 공경하여 징집하려 하였다. 하지만 후근은 병을 핑계로 거부했으며 교세론(矯世論)을 작성해 당시 사회를 비판하였다. 후에 후근은 속세에서 벗어나 세상에 알려지지 않음을 응빈난(應賓難)을 통해 자신의 심정을 표현하였다. 한서에 의하면 광무중흥(光武中興) 이후의 역사를 작성하였는데, 책의 이름은 황덕전(皇德傳)이며 한황덕기(漢皇德紀)가 유명했다. 그 외에 저서가 있었으나 대부분 소실되었고, 쟁부(箏賦)만이 확인되었다.
하서(河西) 사람들은 후근을 존경했으며 감히 그 이름을 말하지 못하고 단지 후군(侯君)이라 칭했다. 언제 죽었는지는 전해지지 않으며, 551년 후경이 한을 세우자 후근은 칠세조(七世祖)로 추존되어 칠묘에 위패가 안치되었으나 이듬해인 552년 후한이 멸망하자 그를 모신 사당도 철거되었다.